# Dorothy Walpole
Vous pouvez aider à l'améliorer ou bien discuter des problèmes sur sa page de discussion.
- Il ne cite pas suffisamment ses sources. Vous pouvez indiquer les passages à sourcer avec {{référence nécessaire}} ou {{Référence souhaitée}}, et inclure les références utiles en les liant aux notes de bas de page. (Marqué depuis avril 2024)
- Son contenu est rédigé entièrement ou presque à partir d'une seule source. N'hésitez pas à modifier cet article pour améliorer sa vérifiabilité en apportant de nouvelles références dans des notes de bas de page. (Marqué depuis avril 2024)
- Certaines informations devraient être mieux reliées aux sources mentionnées dans la bibliographie ou les liens externes. Améliorez sa vérifiabilité en les associant par des références. (Marqué depuis avril 2024)

- Archive Wikiwix
- Bing
- Cairn
- DuckDuckGo
- E. Universalis
- Gallica
- Google
- G. Books
- G. News
- G. Scholar
- Persée
- Qwant
- (zh) Baidu
- (ru) Yandex
- (wd) trouver des œuvres sur Wikidata

Dorothy Walpole, de son nom d'épouse Dorothy Townshend, est née le 18 septembre 1686 à Houghton Hall, dans le Norfolk, et décédée le 29 mars 1726. Épouse du vicomte Charles Townshend, c'est une aristocrate britannique dont le fantôme hanterait les châteaux de Raynham Hall, Houghton Hall et Sandringham House, au Royaume-Uni.